# Холмськ-Північний
47°03′51″ пн. ш. 142°03′10″ сх. д. / 47.064054° пн. ш. 142.05291° сх. д.
Холмськ-Північний (рос. Холмск-Северный) — товарно-пасажирська залізнична станція Сахалінського регіону Далекосхідної залізниці. 
Розташована в однойменному місті Сахалінської області, Росія.

## Історія
Станція була відкрита 1920 року у складі залізничного вузла Маока, її функція полягала в обробці вантажів, які прибували до Карафуто з портів Японії, і навпаки. 
1946 року після переходу станції під контроль СРСР станція отримала нинішню назву.

## Опис
Станція складається з семи колій, усі неелектрифіковані. 
Біля першої колії розташована низька посадкова платформа з дерев'яним вокзалом, побудованим в 1940-ті роки. 
На території станції розташоване локомотивне та вагонне депо Холмськ.

## Вантажне сполучення
Через станцію курсують вантажні поїзди, які переважно перевантажуються з порома Ваніно — Холмськ і прямують до Южно-Сахалінська, і навпаки. У структуру вантажів, що перевозяться, зі станцій Сахалінської області входять вантажні вагони з вугіллям, деревиною, пиломатеріалами, металобрухтом, рефрижератори з рибою і морепродуктами. 
Зі станції Холмськ-Сортувальний через станцію Холмськ-Північний в область прямує різне обладнання для нафтової, вугільної промисловості, будматеріали, прокат чорних металів (рейки та труби), різна техніка, контейнери ІСО, цистерни з нафтопродуктами.

## Пасажирське сполучення
Станом на літо 2019 року, зі станції організовано пасажирське сполучення до станцій Томарі та Полякове (1 раз на день щодня, приміський потяг Полякове – Холмськ – Томарі).